# Bermuda op de Olympische Winterspelen 2006
Tijdens de Olympische Winterspelen van 2006 die in Turijn werden gehouden nam Bermuda voor de vijfde keer deel aan de Winterspelen.
De enige deelnemer Patrick Singleton nam voor de derde keer deel, bij het skeleton. Hij was de tweede deelnemer die voor Bermuda aan de Winterspelen deelnam. Simon Payne was de eerste deelnemer die aan de Winterspelen deelnam, hij kwam in 1992 en 1994 uit bij het rodelen.

## Deelnemers

### Skeleton
| Naam              | Discipline | Klassering | Resultaten                                  |
| ----------------- | ---------- | ---------- | ------------------------------------------- |
| Patrick Singleton | Mannen     | 19e        | run 1: 1.00,06 run 2: 59,75 totaal: 1.59,81 |